# Paracyathus humilis
Paracyathus humilis är en korallart som beskrevs av Addison Emery Verrill 1870. Paracyathus humilis ingår i släktet Paracyathus och familjen Caryophylliidae. Inga underarter finns listade i Catalogue of Life.